# 印第安纳大学医学院
印第安纳大学医学院是一所位于美国印第安纳州的大型多校区医学院，是印第安纳大学的本科和研究生医学院。该校在全州拥有九个校区，其主要的研究、教育和医疗中心位于印第安纳大学印第安纳波利斯分校。2023-24学年，学院拥有1,461 名医学博士生、195名哲学博士生以及1,442名住院医师和专科医师，是美国规模最大的医学院。
学院提供许多联合学位课程，包括医学博士/哲学博士 (MD/PhD) 医学科学家培训项目。学院与普渡大学韦尔登生物医学工程学院、印第安纳大学系统内的其他学院以及州内其他外部机构建立了合作关系。根据2018年美国州立医学委员会联合会（Federation of State Medical Boards）对11,828名执业医师的调查，学院是美国执业医师毕业生人数最多的医学院。
该学院在肿瘤学、免疫学、物质使用、神经科学和内分泌学等多个专业领域处于领先地位。其研究成果包括睾丸癌的治愈性疗法、超声心动图技术的发展、与阿尔茨海默病相关的多个基因的鉴定，以及利用多能干细胞培育内耳感觉细胞。

## 排名
在2023年《美国新闻与世界报道》最佳医学院排名中，该学院在初级保健方面位列全美第23位，在研究方面位列全美第41位（共192所医学院）。在《美国新闻与世界报道》最佳医院排名中，印第安纳大学健康医学中心拥有17个全国排名靠前的临床项目。印第安纳大学健康医学中心的莱利儿童医院在《美国新闻与世界报道》10个指定儿童专科中，有9个专科在全国排名靠前。印第安纳大学医学院还设有梅尔文和布伦·西蒙综合癌症中心，该中心是美国国家癌症研究所指定的综合癌症中心。2023联邦财政年度，印第安纳大学医学院在美国国立卫生研究院资助方面排名全美第29位（全美公立医学院第13位），资助总额达2.436081亿美元。